# Vành đa thức
Trong toán học, đặc biệt là trong đại số, một vành đa thức là một vành tạo bởi tập các đa thức một hay nhiều biến với hệ số trong một vành R hay một trường k nhất định.
Nó là một R-đại số (hay k-đại số).

## Cấu trúc phân bậc

### Vành đa thức không giao hoán
Với một vành đa thức, các tích X · Y và Y · X được định nghĩa đơn giản là bằng nhau. Một khái niệm tổng quát hơn về vành đa thức thu được khi hai tích này được coi là khác nhau. Chính thức, vành đa thức n biến không giao hoán với hệ số trong vành R là vành monoid R[N], trong đó N là monoid tự do sinh bởi n chữ cái, với phép nhân cho bởi viết liên tiếp. Các hệ số không cần giao hoán với nhau. Các biến cũng không cần giao hoán với nhau. Nhưng hệ số giao hoán với biến.